# Lampertice
Lampertice – miejscowość i gmina (obec) w Czechach, w kraju hradeckim, w powiecie Trutnov. W 2022 roku liczyła 359 mieszkańców.